# Édouard Chassaignac
Édouard-Pierre-Marie Chassaignac (1804-79) foi um médico francês. Chassaignac nasceu em Nantes e em 1835 tornou-se médico dos hospitais de Paris devido a uma dissertação sobre fracturas da cabeça do fémur. Dois anos depois torna-se professor agregado da faculdade. Posteriormente ocupou vários cargos como o de cirurgião do Bureaus Central des Hôpitaux ou o de vice-presidente da Sociedade Anatómica. Apenas após sete tentativa conseguiu Chassaignac o lugar de professor catedrático de anatomia e cirurgia da Universidade de Paris em 1869. Já era presidente da Sociedade de Cirurgia desde 1857 e da membro da Academia de Medicina desde 1868. Criou o procedimento cirúrgico conhecido como écrasement, pela qual tumores ou pólipos podem ser removidos sem efusão de sangue. A introdução do conceito de drenagem em cirurgia também se deveu à sua iniciativa devido à introdução de tubos de drenagem de borracha que também utilizou para drenar abcessos.

## Termos Anátomo-fisiológicos
O tubérculo anterior da apófise transversa da 6ª vértebra cervical é conhecido como tubérculo de Chassaignac e é extremamente importante para a localização da artéria carótida primitiva.
A paralesia de Chassaignac, também conhecida como luxação de Chassaignac ou síndrome de Chassaignac é uma pseudoparalisia característica e dolorosa do antebraço, que impede a movimentação, estimulando a paralisia em crianças pequenas. É uma consequência de uma subluxação traumática da cabeça do rádio.

## Obras publicadas
- De la fracture du col du fémur, étudiée spécialement sous le point de vue de l’antomie pathologique. Doctoral thesis; in Nouv. édit, 1835.
- Quels sont les agens de la circulation veineuse etc. Thesis for agrégé, 1837.
- Diss. sur la texture et le développement des organes de la circulation sanguine. Concours-thesis for a chair of anatomy, 1836.
- Lésions traumatiques du crâne et des parties qu’il contient. Concours-thesis for a chair of clinical surgery, 1842.
- Des membranes muqueuses. Concours-thesis for a chair of anatomy, 1846.
- De l’appréciation des appareils orthopédiques. Concours-thesis for a chair of operative surgery, 1846.
- Des tumeurs de la voûte du crâne. Concours-thesis for a chair of operative surgery, 1846.
- Des opérations applicables aux fractures compliquées. Concours-thesis for a chair of operative surgery, 1850.
- Des tumeurs enkystées de l’abdomen. 1851.
- Études d’anatomie et de pathologie chirurgicale. 2 volumes, Paris, 1851. A collection of his concours-theses.
- Clinique chirurgicale de l’hôpital Lariboisière. 1854-1858.
- Lecons sur la trachéotomie. 1855.
- Mém sur l’ostéo-muélite. 1854
- Traité de l’écrasement linéaire etc. Paris, 1856.
- Traité pratique de la suppuration et du drainage chirurgical.2 volumes, Paris, V. Masson, 1859.
- Traité clinique et pratique des opérations chirurgicales etc. 2 volumes, Paris, 1861, 1862.
- Origine du procédé des résections sous-périostées. 1872.
- Des épanchements purulents de la poitrine tarités par le drainage chirurgical. 1872.
- De l’empoisonnement du sang par matières organiques. Paris, Masson, 1873.

1. ↑  l'union medicale journal des interets scientifiques et pratiques 1882 Page 162 "M. Édouard-Pierre-Marie Chassaignac est né à Nantes, le 24 décembre 1804. Son père, d'origine française, avait longtemps vécu à la Martinique où, dans une épidémie de fièvre jaune, il perdit une première femme et plusieurs enfants."